# William Playfair
Pour les articles homonymes, voir Playfair.

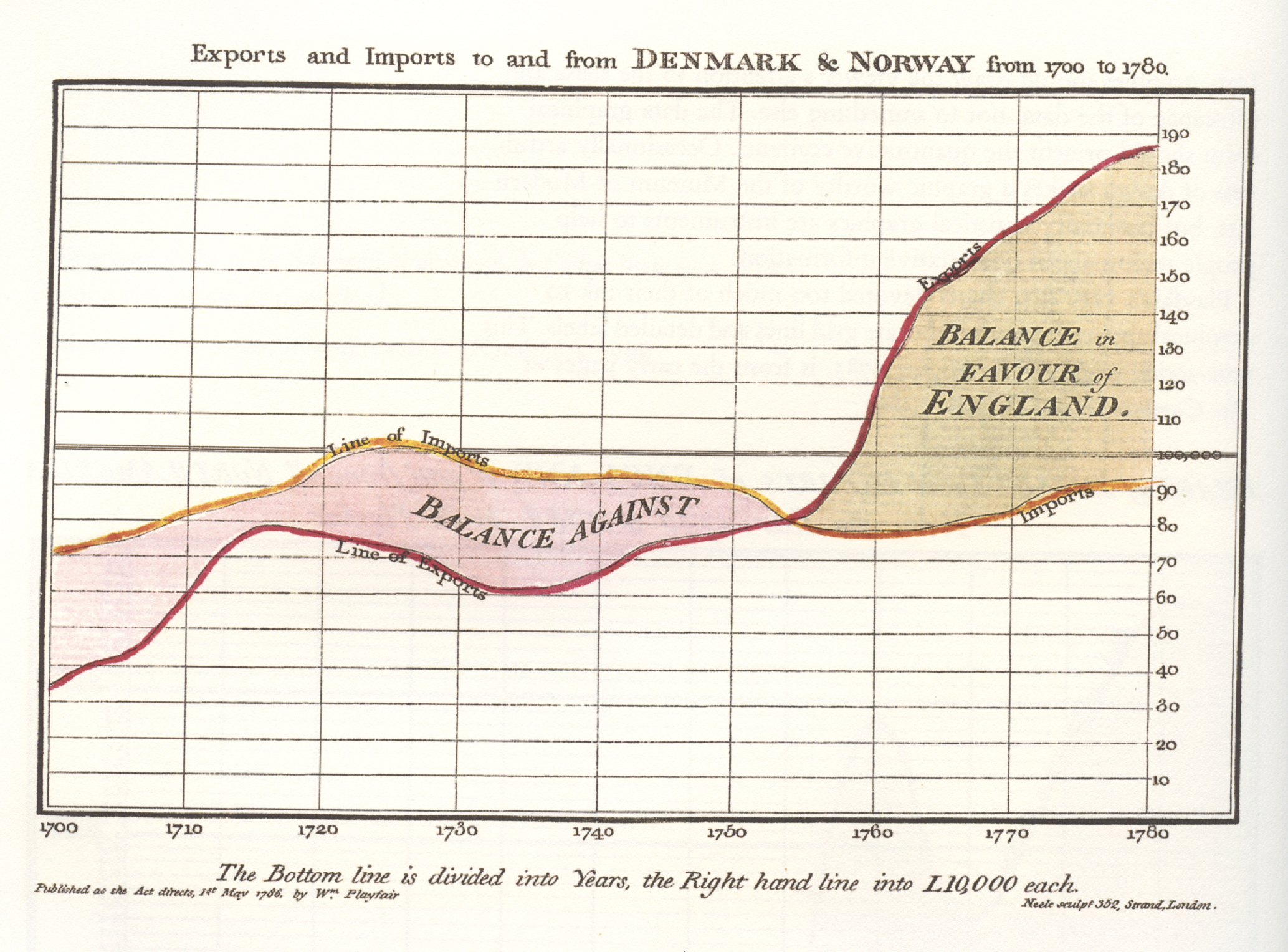
Série chronologique du déficit du commerce extérieur, publiée par Playfair dans son Commercial and Political Atlas de 1786.

William Playfair (né à Dundee le 22 septembre 1759 – 11 février 1823), ingénieur et économiste écossais, est l'un des pionniers de la représentation graphique de données statistiques. William Playfair a introduit trois grands types de diagramme : en 1786 la série chronologique et l'histogramme de données économiques, puis en 1801 le diagramme circulaire montrant les proportions relatives des parties au tout.

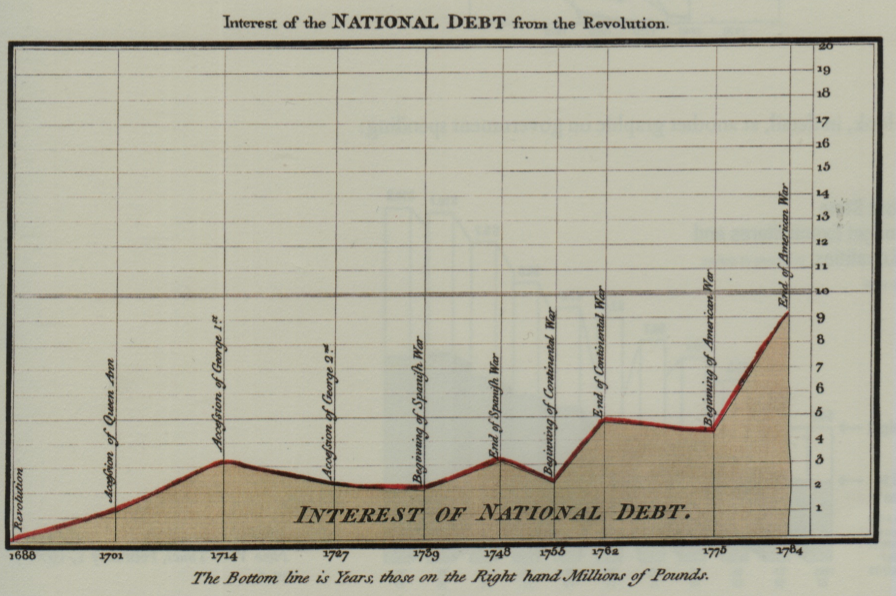
Représentation graphique de l'évolution des intérêts de la dette publique britannique au cours du XVIII. Graphique publié dans The Commercial and Political Atlas (1786).

## Biographie
William Playfair est le quatrième fils de James Playfair, pasteur presbytérien de Benvie près de Dundee. Son père meurt en 1772 alors qu'il n'a alors que 13 ans et c'est son frère ainé, le géologue John Playfair, qui prend alors en charge son éducation. Après un apprentissage dans l'atelier d'Andrew Meikle, l’inventeur de la batteuse, James Watt le recruta comme projeteur et assistant en 1777.
Playfair exerça une multitude de métiers, tour à tour mécanicien-projeteur, orfèvre, comptable, marchand, courtier, statisticien–économiste, traducteur, spéculateur immobilier, banquier et éditeur. Dès 1775, il partageait son temps entre la mécanique et une activité de journaliste d'opinion et pamphlétaire. Il quitta le bureau de Watt en 1782 pour s'établir à Londres à son compte comme orfèvre, mais il fit faillite. Ardent royaliste, il part en 1787 pour Paris, et participe à la Prise de la Bastille deux ans plus tard. De retour à Londres en 1793, il y ouvre une banque de dépôt sans trouver davantage le succès escompté. Il fut maître-chanteur et connut la prison.
Son Statistical Breviary, paru en 1801, est traduit en Français dès 1802 par François Denis Donnant.

### Invention de l'histogramme
En 1765, soit vingt ans avant les premières publications de Playfair, le chimiste Joseph Priestley avait le premier eu recours à une frise chronologique, dans laquelle des barres superposées de différentes longueurs permettaient de comparer les époques auxquelles vivaient différentes personnes. Selon Beniger et Robyn, « La frise chronologique de Priestley fit sensation et connut un grand succès commercial, avec pas moins de douze rééditions. »

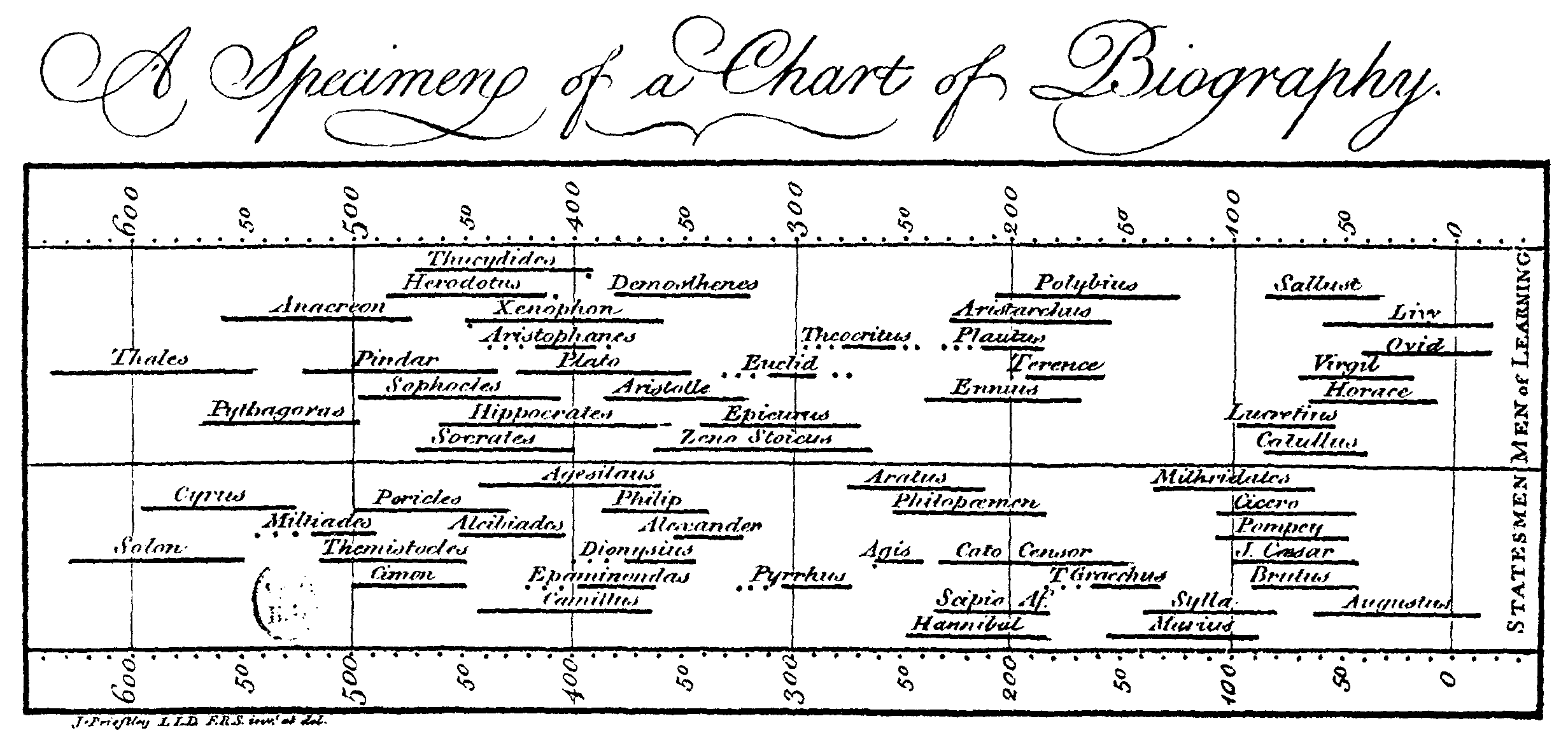

Ces frises ont directement inspiré à Wiliam Playfair l'invention de l'histogramme, qui apparaît pour la première fois dans son Commercial and Political Atlas, publié en 1786. Toujours selon Beniger and Robyn, « C'est le manque de données disponibles qui mena Playfair à cette invention. Il avait, dans son Atlas, compilé une série de 34 planches sur les importations et exportations de différents pays sur plusieurs années consécutives, et les exploita en traçant ce qu'il appelait des surface charts, graphiques de séries chronologiques ; c'étaient des graphiques ombrés entre l'axe des abscisses et la courbe. Mais comme Playfair ne disposait pas de données pour l'Écosse, il représenta ses statistiques commerciales pour chaque année séparément, faisant figurer 34 bâtons par planche, soit un pour chacun des partenaires commerciaux. »

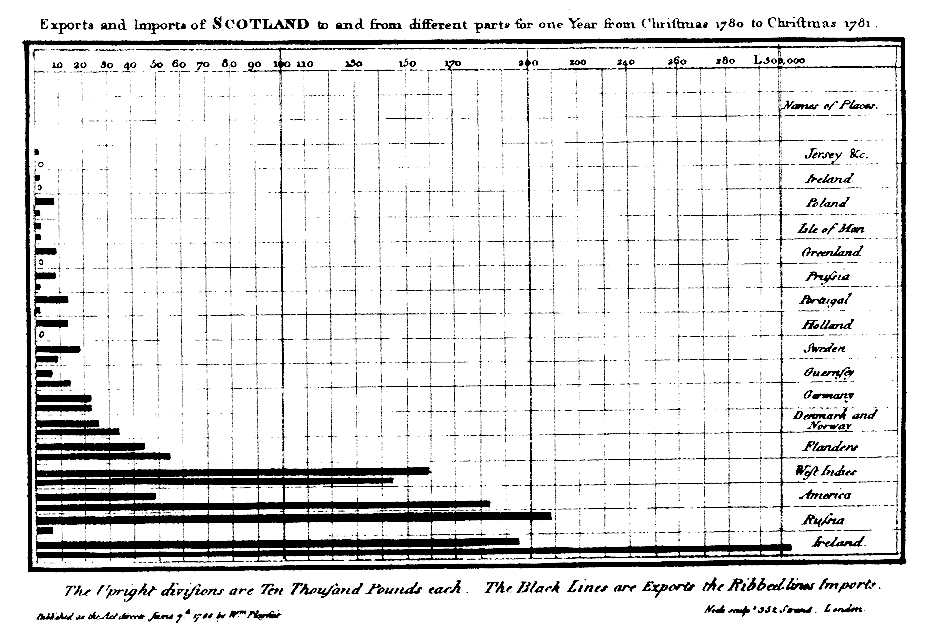

Ainsi, dans cet histogramme, il put représenter les importations et les exportations de l'Écosse pour l'année 1781 avec 17 pays : « Cet histogramme est le premier graphique à ne pas localiser ni dater les données, comme le faisaient jusque-là les tableaux de chiffres ou la frise chronologique de Priestley. Il offre une solution pure pour comparer les grandeurs discrètes. »

### Graphiques

Diagramme circulaire tiré du Statistical Breviary de Playfair (1801), montrant les proportions de l’Empire ottoman en Asie, Europe et Afrique avant 1789.

Playfair qui, comme Bonaparte, clamait que les dessins valent mieux que des tableaux de chiffres, est crédité de l’invention des graphes chronologiques, des histogrammes, et des diagrammes circulaires. Ses graphiques de séries chronologiques passent encore aujourd'hui pour des parangons de clarté.
Playfair publia d'abord The Commercial and Political Atlas à Londres en 1786. Cet ouvrage comportait 43 séries chronologiques et un histogramme, qui fut apparemment pour l'époque une innovation. Ce livre passe pour le premier à offrir des graphiques statistiques.
Le Statistical Breviary de Playfair, publié à Londres en 1801, contient le premier exemple de diagramme circulaire,.

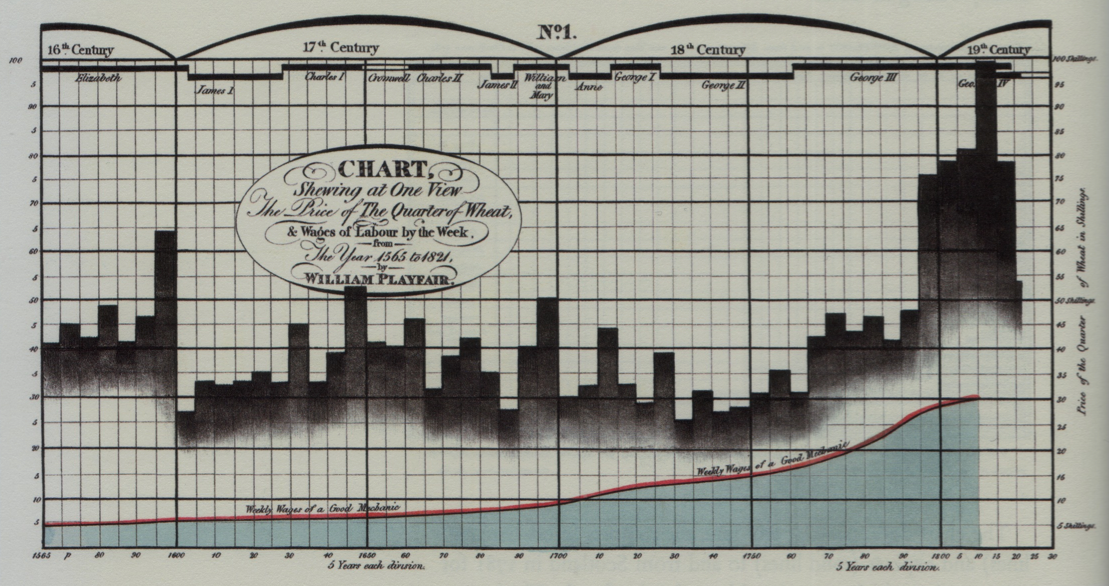
Graphique représentant le prix du blé et le salaire hebdomadaire de 1565 à 1821

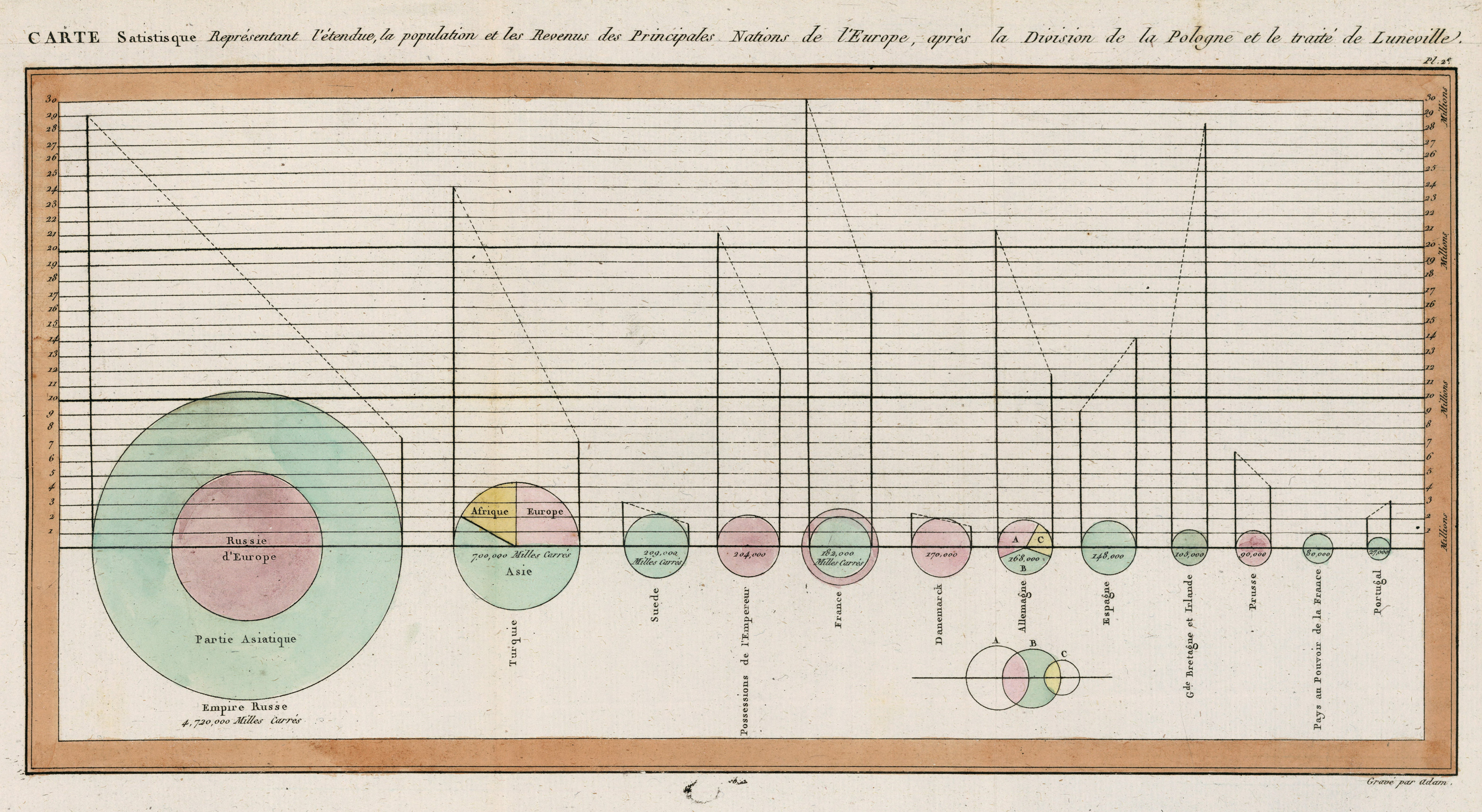
Diagrammes circulaires publiés par William Playfair dans The Statistical Breviary (1801). Les cercles représentent la superficie de chaque pays. Les lignes à gauche de chaque cercle représentent la population (en millions d'habitants) et les lignes à droite représentent le total des taxes collectées (en millions de livres sterling). La ligne pointillée met en relation la ligne des revenus et la ligne des taxes. Sa pente n'a pas d'interprétation mais le signe de la pente en a une. Le graphique montre qu'en Grande-Bretagne, le total des taxes comparé à la population est plus élevé que dans les autres pays.

### Le «cycle» de Playfair
La citation suivante, connue dans le monde anglo-saxon comme le Playfair cycle, est un exemple non-apocryphe du  cycle de Tytler relatif à la décadence des démocraties :
 

…wealth and power have never been long permanent in any place.

…they travel over the face of the earth,

something like a caravan of merchants.

On their arrival, every thing is found green and fresh;

while they remain all is bustle and abundance,

and, when gone, all is left trampled down, barren, and bare.

## Personnalité
Spence et Wainer (2001) dépeignent Playfair comme « un ingénieur, un économiste et un agitateur » tandis que l'encyclopédie Eminent Scotsmen le qualifie de « mécanicien inventif et écrivain polymathe ». Elle compare sa carrière à celle de son célèbre aîné, John Playfair, éminent professeur de l'université d’Édimbourg, et conclut sur l'importance d'une « attitude ferme et déterminée dans l'existence » et sur la part du « génie. »

## Publications
- 1786. The Commercial and Political Atlas: Representing, by Means of Stained Copper-Plate Charts, the Progress of the Commerce, Revenues, Expenditure and Debts of England during the Whole of the Eighteenth Century.
- William Playfair (trad. François Denis Donnant), Élémens de Statistique [« Statistical Breviary; Shewing, on a Principle Entirely New, the Resources of Every State and Kingdom in Europe »], Londres, Wallis, 1801 (réimpr. Paris, 1802) (lire en ligne)
- 1805. A Statistical Account of the United States of America by D. F. Donnant. London: J. Whiting. William Playfair, Trans.
- 1807. An Inquiry into the Permanent Causes of the Decline and Fall of Powerful and Wealthy Nations: Designed To Shew How The Prosperity Of The British Empire May Be Prolonged.
- William Playfair (trad. Auguste-Jean-Baptiste Defauconpret), La France telle qu'elle est, Paris, H. Nicolle, 1820 (lire en ligne)